# Cattedrale delle Sante Mirrofore
La cattedrale delle Sante Mirrofore (in russo Кафедральный Собор Святых Жён-Мироносиц?; in azero Müqəddəs Mürdaşıyan Zənənlər Başkilsəsi) è una cattedrale ortodossa di Baku, in Azerbaigian, è sede dell'eparchia di Baku e dell'Azerbaigian, eparchia sottoposta al Patriarcato di Mosca.

## Storia
La chiesa è stata costruita dietro approvazione della Commissione Edilizia nel 1901 su progetto dell'architetto Fëdor Wierzbicki ed ultimata il 6 maggio del 1908 interamente a spese del ministero della Difesa, infine consacrata il 6 dicembre del 1909. 
In epoca sovietica, la chiesa è stata chiusa al culto nel 1920 ed adibita a magazzino, successivamente a palazzetto dello sport. 
Nel 1990 il campanile era fortemente lesionato e venne abbattuto, il pavimento era instabile, le pareti crepate ed il tetto crollato. Nel 1991 l'edificio venne affidato alla chiesa ortodossa russa che ne intraprese il restauro.
Durante la sua visita in Azerbaigian, il Patriarca di Mosca e di tutte le Russie Alessio II il 27 maggio 2001 ha consacrato la chiesa delle Mirrofore e gli ha conferito lo status di cattedrale dell'eparchia da poco eretta. Concluso il restauro, il 24 marzo 2003 la cattedrale è stata ufficialmente riaperta durante una cerimonia cui hanno preso parte il Presidente dell'Azerbaigian, Heydar Aliyev, il rappresentante della comunità musulmana del Caucaso e diplomatici e dipendenti delle missioni diplomatiche accreditate in Azerbaigian.
Nell'aprile del 2003 la cattedrale è stata visitata dal Patriarca di Costantinopoli Bartolomeo, che ha donato alla comunità ortodossa dell'Azerbaigian un reliquiario contenente le reliquie di San Bartolomeo, patrono della città di Baku.